# Babaloo Mandel
Marc Howard „Babaloo“ Mandel (* 13. Oktober 1949 in New York City) ist ein US-amerikanischer Drehbuchautor, der vor allem durch die Zusammenarbeit mit Lowell Ganz Bekanntheit erlangte.

## Leben
Marc Howard Mandel wurde als eines von sechs Kindern eines New Yorker Taxifahrers geboren. Nachdem er die Highschool verlassen hatte, zog er nach Los Angeles, wo er sich mit Gelegenheitsjobs und als Sketchschreiber für einige Comedystars, wie etwa Joan Rivers, sein Leben finanzierte. Dadurch begann er auch als Drehbuchautor tätig zu werden. Nachdem er erstmals für die Sitcoms Busting Loose und Laverne & Shirley gearbeitet hatte, traf er 1981 Lowell Ganz, der später sein langjähriger Schreibpartner werden sollte. Bereits 1982 wurde mit Nightshift – Das Leichenhaus flippt völlig aus ihr erstes Drehbuch für einen Spielfilm produziert. Nachdem sie 1985 mit der Komödie Splash – Eine Jungfrau am Haken eine Oscarnominierung für das Beste Originaldrehbuch erhielten, schrieben sie vor allem Komödien wie City Slickers – Die Großstadt-Helden, Eine Klasse für sich und zuletzt Zahnfee auf Bewährung.
Seit 1974 ist Mandel mit Denise Horn verheiratet, mit der er sechs gemeinsame Kinder, darunter Drillinge, hat.

## Filmografie (Auswahl)
- 1977: Busting Loose (Fernsehserie, 3 Episoden)
- 1977–1978: Laverne & Shirley (Fernsehserie, 2 Episoden)
- 1982: Nightshift – Das Leichenhaus flippt völlig aus (Night Shift)
- 1984: Splash – Eine Jungfrau am Haken (Splash)
- 1985: Spione wie wir (Spies Like Us)
- 1986: Gung Ho
- 1988: Vibes – Die übersinnliche Jagd nach der glühenden Pyramide (Vibes)
- 1989: Eine Wahnsinnsfamilie (Parenthood)
- 1991: City Slickers – Die Großstadt-Helden (City Slickers)
- 1992: Der letzte Komödiant – Mr. Saturday Night (Mr. Saturday Night)
- 1992: Eine Klasse für sich (A League of Their Own)
- 1994: Die goldenen Jungs (City Slickers II: The Legend of Curly’s Gold)
- 1994: Greedy
- 1995: Vergiß Paris (Forget Paris)
- 1996: Vier lieben dich (Multiplicity)
- 1997: Ein Vater zuviel (Fathers’ Day)
- 1999: EDtv (Edtv)
- 2000: Wo dein Herz schlägt (Where the Heart Is)
- 2005: Ein Mann für eine Saison (Fever Pitch)
- 2005: Robots
- 2009: Der rosarote Panther 2 (The Pink Panther 2) (Überarbeitung, nicht im Abspann erwähnt)
- 2010: Zahnfee auf Bewährung (Tooth Fairy)

## Auszeichnungen
Oscar
- 1985: Nominierung für das Beste Originaldrehbuch von Splash – Eine Jungfrau am Haken

National Society of Film Critics
- 1986: Auszeichnung für das Beste Drehbuch von Splash – Eine Jungfrau am Haken

Goldene Himbeere
- 1995: Auszeichnung für das Schlechteste Drehbuch von Flintstones – Die Familie Feuerstein